# Мице Блатцалията
Димитър (Мите, Мице) Костадинов или Константинов, известен като Блатцалията, Блатчанецът, Блатничето, Блатечки или Босото, е български революционер, кочански войвода и терорист на Вътрешната македоно-одринска революционна организация.

## Биография
Костадинов е роден около 1863 година в Блатец, Кочанско, в Османската империя, днес в Северна Македония. Присъединява се към ВМОРО. При избухването на Винишката афера в 1897 година бяга в България, където престоява една година. Завръща се в Кочанско и в 1900 година убива в Кочани предателя от Винишката афера Георги Йованчев. При атентата е ранен в лицето. Заловен е от властите и получава смъртна присъда, заменена по-късно с доживотен затвор. След три години в затвора е помилван по настояване на българското правителство пред Високата порта в Цариград. След излизането си от затвора заминава за Кюстендил и в 1908 - 1909 година е задграничен куриер към граничния пункт на ВМОРО.
В периода 1913 – 1914 година Блатцалията е околийски войвода в Кочанско и Царевоселско. Четник при него в 1914 година е Йордан Мишов.
| Царевоселска чета на Мите Константинов, 30 април 1915 година | Царевоселска чета на Мите Константинов, 30 април 1915 година | Царевоселска чета на Мите Константинов, 30 април 1915 година | Царевоселска чета на Мите Константинов, 30 април 1915 година | Царевоселска чета на Мите Константинов, 30 април 1915 година |
| Номер                                                        | Име                                                          | Селище                                                       | Околия                                                       | Забележка                                                    |
| ------------------------------------------------------------ | ------------------------------------------------------------ | ------------------------------------------------------------ | ------------------------------------------------------------ | ------------------------------------------------------------ |
| 1.                                                           | Мите Константинов                                            | Блатец                                                       | Кочанско                                                     |                                                              |
| 2.                                                           | Тодор Симов                                                  | Липец                                                        | Кочанско                                                     |                                                              |
| 3.                                                           | Методия Филипов                                              | Блатец                                                       | Кочанско                                                     |                                                              |
| 4.                                                           | Йорде Голачки                                                | Търсино                                                      | Кочанско                                                     |                                                              |
| 5.                                                           | Йорде Димитров                                               | Царево село                                                  | Кочанско                                                     |                                                              |
| 6.                                                           | Спасе Георгиев                                               | Бигла                                                        | Кочанско                                                     |                                                              |
| 7.                                                           | Пешо Донев                                                   | Лаки                                                         | Кочанско                                                     |                                                              |
| 8.                                                           | Иван Г. Кръстев                                              | Лаки                                                         | Кочанско                                                     | зачеркнат                                                    |
| 9.                                                           | Глигор Попдимитров                                           | Митрошинци                                                   | Малешевско                                                   | зачеркнат                                                    |
| 10.                                                          | Ефтим Стоименов                                              | Лаки                                                         | Кочанско                                                     |                                                              |
| 11.                                                          | Трифун Ефтимов                                               | Блатец                                                       | Кочанско                                                     |                                                              |
| 12.                                                          | Герасим Глигоров                                             | Блатец                                                       | Кочанско                                                     |                                                              |
| 13.                                                          | Серафим Атанасов                                             | Блатец                                                       | Кочанско                                                     |                                                              |
| 14.                                                          | Гоге Траянов                                                 | Илиово                                                       | Кочанско                                                     |                                                              |

След 1918 година се установява отново в Кюстендил. Става началник на пункта на Вътрешната македонска революционна организация в Раково, Кюстендилско след 1920 година. Югославските власти обявават награда за залавянето или убиването му от 50 000 динара.
Умира в 1938 година в Кюстендил.
На 20 февруари 1943 година вдовицата му Неда на 63 години, родом от Блатец и жителка на Оризари, Кочанско, подава молба за българска народна пенсия, която е одобрена и пенсията е отпусната от Министерския съвет на Царство България.